# БКМА Ереван
„БКМА“ (на арменски: ԲԿՄԱ Երևան или Բանակի Կենտրոնական Մարզական Ակումբ Երևան; Banaki Kentronakan Marzakan Akumb Yerevan – ЦСКА (Централен Спортен Клуб на Армията); БКМА, БКМА Ереван) е арменски футболен клуб от град Ереван. Основан през 1948 година.

## История на имената на клуба
| Години      | Име                                                         |
| 1948 – 1954 | ДО Ереван (Дом на Офицерите) DO Erywań                      |
| 1954 – 1957 | ОДО Ереван (Окръжен дом на Офицерите) ODO Erywań            |
| 1957 – 1960 | СКВО Ереван (Спортен Клуб на военния окръг) SKWO Erywań     |
| 1960 – 1992 | СКА Ереван (Спортен Клуб на Армията) SKA Erywań             |
| 1992 –      | ЦСКА Ереван (Централен Спортен Клуб на Армията) BKMA Erywań |

## Успехи
- Премиер Лига:
  -  Сребърен медал (2): 1995/96, 2020/21
  -  Бронзов медал (1): 1994
- Първа Лига:
  -  Шампион (1): 1995